# دوزنده‌های چشم‌آبی
دوزنده‌های چشم‌آبی (نام علمی: Rhionaeschna) نام یک سرده از تیره دوزندگان است.